# Chiya Mala
Chiya Mala (auch: Chiata Malam Garba, Chia Ta Mallam Garba, Chiétamala, Chiyamala, Chiya Ta Mala) ist ein Dorf in der Landgemeinde Gaffati in Niger.

## Geographie
Das Dorf befindet sich rund neun Kilometer südöstlich des Hauptorts Gaffati der gleichnamigen Landgemeinde, die zum Departement Mirriah in der Region Zinder gehört. Chiya Habou und Chiyata Anga sind weiter westlich gelegene Nachbardörfer von Chiya Mala.
Nördlich der drei Dörfer erstreckt sich der bis zu 250 Hektar große periodische See Mare de Chiya, dessen Feuchtgebiet als Important Bird Area klassifiziert ist. Die Landschaft südlich der Dörfer ist von vielen zwischen Transversaldünen gelegenen kleinen Niederungen geprägt, die längliche Formen aufweisen. Es herrscht das Klima der Sahelzone vor, mit einer durchschnittlichen jährlichen Niederschlagsmenge zwischen 300 und 400 mm.

## Geschichte
Bei einer Untersuchung im Jahr 1990 wurde beim Befall mit der Saugwürmer-Art Schistosoma haematobium unter den 10- bis 13-Jährigen im Ort eine Prävalenz von 78 Prozent festgestellt.

## Bevölkerung
Bei der Volkszählung 2012 hatte Chiya Mala 1210 Einwohner, die in 176 Haushalten lebten. Bei der Volkszählung 2001 betrug die Einwohnerzahl 868 in 162 Haushalten und bei der Volkszählung 1988 belief sich die Einwohnerzahl auf 698 in 108 Haushalten.

## Wirtschaft und Infrastruktur
Es gibt eine Schule im Dorf.